# 忽鲁忽答
忽鲁忽答（?—?），元朝驸马。又作忽剌兀带、呼噜古岱。
元武宗至大四年（1311年），忽鲁忽答被封为太傅。延祐四年（1317年）十二月丁巳，元仁宗赐诸王秃满铁木儿等及驸马忽剌兀带各部，金一千二百两、银七千七百两、钞一万七千七百锭、币帛二千匹。